# Кононович
Кононо́вич — білоруське та українське прізвище.

## Відомі носії
- Владислав Кононович (1820—1863) — командир відділення під час повстання 1863—1864 років.
- Кононович Іван Миколайович (1987—2014) — солдат резерву Збройних сил України, учасник російсько-української війни.
- Криштоф Кононович (нар.1963) — житель Білостоку, відомий завдяки інтернет-кліпові.
- Леоні́д Кононо́вич (*1958) — український письменник, перекладач, майстер детективного жанру.
- Матвій Кононович (1912—1986) — польський поет, перекладач з білоруської мови.
- Кононович Олександр Костянтинович (1850—1910) — український астроном.
- Сергій Кононович (нар. 1972) — білоруський музикант.
- Кононович Федір Григорович — керівник Бібрецького районного проводу ОУН, лицар Срібного хреста заслуги УПА.